# National Bureau of Economic Research
Das National Bureau of Economic Research (NBER) ist eine US-amerikanische private, überparteiliche Nonprofit-Forschungsorganisation, die sich dem Studium von Theorie und Empirie der Ökonomik widmet, insbesondere der amerikanischen Wirtschaft. Der Sitz ist in Cambridge, Massachusetts (USA). Als Zielsetzung sieht es die unvoreingenommene Forschung vor sowie die Verbreitung von Wissen unter Politikern, Geschäftsleuten und der akademischen Gemeinschaft.
Das NBER wurde 1920 durch Wesley C. Mitchell gegründet und publiziert die NBER Working Papers.
Das NBER ist die größte wirtschaftswissenschaftliche Forschungseinrichtung in den USA.

## Publikationen
Ein offizielles Organ der Einrichtung ist NBER Macroeconomics Annual.

## Bekannte Angehörige

### Nobelpreisträger
- Robert Shiller 2013
- Christopher Sims, Thomas Sargent 2011
- Peter A. Diamond, Dale Mortensen 2010
- Paul Krugman 2008
- Edward C. Prescott 2004
- Finn Kydland 2004
- Robert F. Engle 2003
- Joseph Stiglitz 2001
- George Akerlof 2001
- James J. Heckman 2000
- Daniel L. McFadden 2000
- Robert C. Merton 1997
- Myron S. Scholes 1997
- Robert E. Lucas 1995
- Robert W. Fogel 1993
- Gary S. Becker 1992
- George J. Stigler 1982
- Theodore W. Schultz 1979
- Milton Friedman 1976
- Wassily Leontief 1973
- Simon Kuznets 1971

### Vorstandsmitglieder des Council of Economic Advisers
- Alan Krueger
- Austan Goolsbee
- Christina Romer
- Edward Lazear
- Ben Bernanke
- Harvey S. Rosen
- N. Gregory Mankiw
- R. Glenn Hubbard
- Janet Yellen
- Joseph Stiglitz
- Michael Boskin
- Martin Feldstein

### Andere
- Alberto Alesina
- Robert Barro
- John Lipsky
- Richard Murnane
- Anna Schwartz
- Beatrice Weder di Mauro